# Katherine Chancellor
Pour les articles homonymes, voir Chancellor (homonymie).
Katherine Chancellor est un personnage de fiction du feuilleton télévisé Les Feux de l'amour. L'actrice Jeanne Cooper a interprété le rôle de Katherine Chancellor de novembre 1973 à mai 2013. 
Jeanne Cooper doit quitter temporairement le feuilleton pour raisons de santé durant une courte période en novembre 2011. Elle revient le 22 décembre 2011 dans Les Feux de l'amour sur la chaine américaine, jusqu'à sa dernière scène diffusée le 3 mai 2013 aux États-Unis, dans l'épisode n° 10150. 
L'actrice Jeanne Cooper est morte quelques jours plus tard, le 8 mai 2013.

## Histoire de Katherine

### Le début d'une guerre avec Jill Foster
- Katherine Chancellor est la femme du richissime homme d'affaires Phillip Chancellor II ; ils résident dans une somptueuse résidence, le domaine Chancellor. Elle possède tout ce qu'une  personne peut rêver: un mari aimant, des enfants parfaits, de somptueuses propriétés,de magnifiques voitures ainsi  que des avions, des bateaux, des parkings, un compte en banque plein à craquer et surtout  une entreprise internationale: Les industries Chancellor. Ellelsynolds, d'une précédente union. Lassée de son mari, qui passe plus de temps au travail que chez lui, Katherine tombera petit à petit dans l'alcoolisme et la cigarette, petit à petit elle se détruira et tentera même de se suicider.
- Jill Foster, jeune manucure de Katherine qui veut devenir mannequin, se rapproche d'elle pour côtoyer le monde des riches. Katherine tombera sous son charme et décide de l'embaucher comme secrétaire particulière. Mais Jill va voir qu'au sein du couple Chancellor rien ne va plus. Elle et Phillip ont une liaison. Katherine s'en rend compte mais ne dira rien. Au retour de son fils, Brock, elle demande à ce dernier qui est sous le charme de Jill de lui dévoiler ses sentiments afin de séparer Philip et Jill.
- Brock déclarera ses sentiments à Jill, il persuade aussi Phillip d'attendre que sa mère règle ses problèmes avec l'alcool, ce dernier accepte. Brock demande Jill en mariage, elle accepte car elle se sent coupable d'avoir trahi Katherine, mais le mariage sera annulé. Jill s'aperçoit qu'elle est enceinte mais ne le dit pas à Phillip. Katherine, ne se sentant plus menacé, décide d'aller au centre des alcooliques anonymes pour se faire soigner.
- Quand Phillip apprend que Jill est enceinte, il demande le divorce et Katherine retombe dans l'alcool. Un jour alors qu'elle est saoule, elle signe sous la contrainte de son mari les papiers du divorce et d'autres documents par lesquels elle renonce à tous ses biens dont le domaine.
- Philippe part en république dominicaine afin que le divorce soit rapidement déclaré. Katherine va le chercher à l'hôpital, il accepte de se faire ramener, dans la voiture elle supplie son mari de changer d'avis ; ils ont un accident. Katherine sera sauvée, mais Phillip reste dans un état critique. Jill et Phillip se marient avant qu'il ne meure.
- Jill met au monde un garçon, Phillip Chancellor III. Katherine lui propose 1 million de dollars contre l'enfant, ce que Jill refuse. Alors Katherine entame une procédure pour récupérer ses biens. Mitchell Sherman, l'avocat de Katherine réussit à faire annuler le mariage de Jill et Phillip II, au motif qu'il était toujours marié à Katherine et avait signé les papiers sous l'emprise de l'alcool. Pour se venger, Jill fait croire à Katherine que Phillip son ex-mari est toujours en vie, la poussant alors à boire. Quand Jill se rend compte, grâce à sa mère Liz Foster, du mal qu'elle fait à Katherine il sera trop tard ; cette dernière est de nouveau dépendante de l'alcool.

### Le mariage avec Derek Thurston
- Katherine tombe amoureuse de son coiffeur, Derek Thurston, qui tient un salon de coiffure où travaille Jill. Très vite, ils se marient mais Derek décide d'annuler le mariage. Katherine tente de se suicider, mais sera sauvée  par Brock et Derek. Des voyous en veulent à Dereck, ils lui tirent dessus mais c'est Katherine qui reçoit la balle, elle restera paralysée, Derek au grand désespoir de Jill décide alors de se remettre avec Katherine
- Susan Lynch, l'ex-femme de Dereck, arrive en ville et compte bien récupérer son ex-mari, elle gagne la confiance de Katherine et lui offre des bonbons qui contiennent des substances psychotropes. Le comportement de Katherine devient tellement préoccupant que son mari décide de la faire interner. Elle offre un des bonbons à sa compagne de chambre, cette dernière mettra le feu, un corps calciné sera retrouvé. On en déduit que c'est Katherine qui est morte, car cette dernière se doutait que Susan lui avait tendu un piège et avait mis sa bague de fiançailles au doigt de la femme calcinée. Susan avouera la vérité.
- Jill qui est maintenant mariée à Stuart Brooks (l'ex de Liz, sa mère) décide de divorcer rapidement pour épouser Derek, l'ex-mari de Katherine devenu richissime grâce à l'héritage de celle que tout le monde croit morte.
- Le jour de leur mariage, le futur couple a la surprise de découvrir Katherine, bien vivante. Derek décide de revenir vers sa femme et Liz se remarie avec Stuart Brooks. Une nouvelle fois, Jill se retrouve seule.
- De peur de perdre son mari, Katherine le nomme PDG des industries Chancellor mais change rapidement d'avis et met à la place Victor Newman jeune homme d'affaires ambitieux qui arrive en ville avec sa femme Julia. Celle-ci se sent seule, Victor étant toujours au travail, et aura une aventure avec Brock Reynolds (le fils de Katherine). Plus tard Katherine renomme son mari PDG de Chancellor, ce qui déplait fortement à George Packard ; il n'a pas confiance en Derek et décide de lui nuire en lui donnant Judy Wilson comme secrétaire ; elle devra l'espionner.
- Douglas Austin tente de séduire Katherine mais en vain ; tandis que Derek tombe sous le charme de Judy. Rien ne va plus dans le couple Thurston, ils décident alors de partir en croisière, Derek redit son amour à Katherine mais elle ne le croit pas et saute par-dessus bord. La croyant morte il revient à Genoa et prend le contrôle de tous ses biens. L'avocat de Katherine, Mitchell Sherman, persuadera Victor de reprendre le contrôle des industries Chancellor pour protéger les intérêts de la défunte.
- Mais elle est bien vivante, elle a été sauvée par Felipe Ramirez, ils tombent amoureux mais ce dernier ne souhaite pas partager la vie de Katherine et ne la suit pas à Genoa. À son retour, elle divorcera de Derek.

### La guerre des maris
- Jill réussit à se marier avec John Abbott, le meilleur ami de Katherine. Celle-ci lui envoie des photos compromettantes de Jill et Jack (fils de John). Il en a une crise cardiaque, une fois rétabli il demande le divorce.
- Jill rencontre un sans-abri, Brian Romalotti qui se fait appeler Rex Sterling, père de Danny Romalotti et Gina Roma. Elle l'engage pour qu'il se fasse passer pour un homme riche et séduise Katherine. Jill en veut à Katherine car son fils Phillip III préfère habiter à la résidence Chancellor que chez elle. Katherine tombe sous le charme de Rex ; quand elle apprendra la supercherie, elle ne lui en voudra pas et décidera de se marier avec lui, lui faisant tout de même signer un contrat pré-nuptial.
- Jill et Katherine s'allient pour séparer Phillip Chancellor III de Nina Webster qui a profité du penchant pour l'alcool de celui-ci pour coucher avec lui et tomber enceinte. À la naissance de Phillip Chancellor IV, qui est très malade Phillip décide de se marier avec Nina, au grand désarroi de Katherine et Jill
- Une ancienne connaissance de Rex, Clint Radison arrive en ville. Avec la complicité de Marge Cotrooke sosie parfait de Katherine ils la kidnappent ainsi que sa gouvernante Esther. Marge prend la place de Katherine et met le désordre dans ses biens en les vendant. Rex croyant sa femme devenue folle, divorce pour pouvoir épouser Jill. Clint et Marge bradent les industries Chancellor ; mais quand Brock revient en ville il comprend que cette femme est une usurpatrice. Avec l'aide de Mitchell Sherman l'avocat de Katherine il réussit à les arrêter. Katherine et Esther sont libérées.
- Katherine apprend le mariage de Jill et Rex ; elle entame une procédure pour prouver que son divorce n'est pas valable car c'est Marge qui a signé les papiers ; mais elle finit par accepter, leur demandant un délai de 6 mois pour se remarier. Jill trouvant le temps long se remet avec son ex-mari John Abbott. Rex et Katherine se remarieront.

### De la mort de Rex à la rencontre avec Mackenzie Browning
- Esther aura une aventure avec un plombier et tombera enceinte. Elle donnera naissance à Kate Tina Valentine.
- Esther va rencontrer par petite annonce Norman Peterson, elle souhaite l'impressionner ; avec la complicité de Katherine et Rex, elle se fera passer pour la propriétaire du domaine et ses patrons enfileront même le costume des domestiques. Ils organisent une fausse cérémonie de mariage. Un soir Norman essaie de dévaliser le coffre-fort de la résidence, Rex le surprend et Norman lui tire dessus. Rex meurt, Katherine est effondrée. Elle finira quand même par pardonner à Esther et enverra Kate, à ses frais, dans un pensionnat privé.
- Quand Jill divorce de John, Katherine l'invite chez elle. En fouillant dans le grenier de la résidence, Jill découvre un papier qui stipule qu'elle est la propriétaire du domaine. Michael Baldwin est l'avocat de Katherine et John Silva celui de Jill. Après une terrible bataille judiciaire, le juge déclare Jill copropriétaire du domaine avec Katherine. Jill mène la vie dure à Katherine, elle embauche une comédienne qui jouera le rôle d'une peste de femme de ménage. Katherine craque, elle veut retrouver son amie "l'alcool" et se retrouvera à errer dans les rues de Genoa avant de terminer dans un foyer pour sans abris. Là, elle fait la rencontre de Mackenzie Browning une jeune ado avec qui elle se lie d'amitié. Mackenzie lui apprend qu'elle a fugué (car elle ne s'entendait plus avec sa mère) et qu'elle est partie à la recherche de sa grand-mère, une certaine Katherine Chancellor. Son père est Brock, qui a eu cette fille avec Amanda Browning dans les années 80 mais lui-même n'était pas au courant.
- Katherine ne lui dit pas tout de suite qu'elle est sa grand-mère et décide de retourner à la résidence et d'y inviter la jeune fille. Celle-ci lui en veut temporairement de ne pas avoir dit tout de suite qu'elle est sa grand-mère. Mais leur amitié dépasse ça ; grand-mère et petite-fille seront très proches ; ce qui agace Jill qui décide de fouiller dans le passé de Mackenzie ; elle abandonne cette idée quand le fils William qu'elle a eu avec John commence à sortir avec la jeune fille.

### Katherine et Jill: mère et fille
- En 2003, Liz Foster la mère de Jill, très malade, risque de mourir ; elle annonce alors à cette dernière qu'elle a été adoptée. Une femme nommée Charlotte Ramsey incapable d'élever un enfant le donna à Liz. qui éleva Jill comme si c'était sa fille.
- Liz survit ; Jill cherche Charlotte Ramsey. La mère et la fille se retrouvent et commencent à se connaitre.
- Katherine reconnait Charlotte, mais sans plus. John Abbott le meilleur ami de Katherine lui apprend que Charlotte a fait une fausse couche lorsqu'elle était jeune et qu'il lui était impossible d'avoir des enfants. Katherine se souvient que Charlotte est la femme à qui elle a donné sa fille. En effet, alors que son premier mari, Gary Reynolds était parti en Europe avec Brock leur fils, Katherine avait eu une aventure avec un homme dont elle avait eu une fille juste avant le retour de Gary et Brock.
- Le 20 mai 2003, Charlotte avoue à Katherine que Jill est bien sa fille. À cette nouvelle, Katherine a une attaque et reste paralysée pendant quelque temps, sans pouvoir rien dire. John se rend compte que Katherine peut être la mère de Jill, mais elle n'y croit pas. Ils  se confrontent alors à Charlotte qui leur dévoile la vérité à quelques minutes à peine du mariage de  Mackenzie et William, qui sont donc cousins. Jill et John font leur possible pour empêcher le mariage, mais trop tard. Jill arrive à temps pour tout leur dire avant qu'ils consomment leur union. Effondrés, les cousins quittent Genoa ; leur mariage est déclaré illégal.
- Katherine  se remet de son attaque et part quelque temps du domaine Chancellor pour laisser respirer Jill. À son retour elle sera stupéfaite de découvrir les travaux effectués par Jill dans le manoir, elle se remet alors à boire après de longues années d'abstinence. Jill s'en veut et remet le manoir en état, mais ca n'empêche pas Katherine de continuer à boire.
- En 2004, Arthur Hendricks ancien amant de Katherine et père de Jill, arrive en ville. Katherine et Arthur entament une nouvelle relation. Grâce à un rêve dans lequel elle voit Phillip Chancellor II et Rex Sterling ses anciens maris, Katherine arrête de boire. Jill reçoit la visite du beau-fils d'Arthur, ce dernier lui dira qu'Arthur a tué sa mère pour sa fortune ; suspicieuse Jill s'oppose à la relation entre sa mère et Arthur. Vexé par ce que pense Jill, il quitte Genoa et Katherine avec qui il avait prévu de se marier. Katherine  en veut à Jill et nomme Jack Abbott à la tête de Chancellor Industrie, mais décide quand même de pardonner à Jill et de la nommer PDG de Jabot Cosmétique qui lui appartient depuis peu.
- En 2005, Katherine invite Brittany et Bobby Marsino avec leur fils, Joshua, à venir vivre au domaine Chancellor pour être à l'abri de la mafia qui veut la peau de Bobby. Ce dernier se fera tuer et Katherine conseillera à Brittany d'aller vivre avec Joshua à New York où habitent ses parents Anita et Frederick Hodges.

### De l'arrivée de Cane Ashby au mariage avec Patrick Murphy
- Fin 2006, Katherine commence à faire des cauchemars dérangeants impliquant un bébé. Elle comprendra que ces rêves sont la réalité, que sa mémoire avait effacé. En effet, il y a des années lors de la naissance de Phillip Chancellor III, Katherine ne pouvant pas supporter l'idée que Jill allait élever le fils de son mari décédé, avait donné Phillip à une femme nommée Violet Montgomery. Jill décide alors de faire un test ADN sur son défunt fils, qui prouvera que Phillip et Jill n'ont aucun lien de parenté. Rapidement, il sera prouvé que son fils biologique n'est autre que Cane Ashby le nouveau mari d'Ambre Moore. Ils viendront vivre au manoir Chancellor et Cane apprendra à connaitre Jill et Kay. Le mariage de Cane et Ambre sera annulé.
- En octobre 2007, toutes les entreprises de Genoa (Newman Entreprise, Chancellor Industrie, Jabot Cosmétique, NVP) se sont associées pour créer Clears Spring, un complexe commercial. Mais tout s'écroule alors que certaines grandes têtes de Genoa s'y trouvent, dont Katherine. Elle et Ambre se retrouvent sous les décombres ensemble. Elles sont sauvées et deviendront très bonnes amies par la suite.
- En janvier 2008, Katherine se rend compte qu'elle perd la tête. Elle demande alors à Ambre de l'aider à écrire ses mémoires pour ne rien oublier. Au fil de l'année, Katherine se rend compte que sa mémoire devient de plus en plus défaillante. En novembre Marge Cotrooke, son sosie, vient lui demander de l'aide pour arrêter de boire. Katherine décide de l'amener au centre de désintoxication. Elles ont un accident. Katherine est projetée loin du véhicule alors que Marge, qui conduisait, reste à la place du conducteur. Jill et Nikki retrouvent Marge qu'elles croient être Katherine. Tout Genoa pense que la doyenne de la ville est morte. Son fils  Brock Reynolds et d'anciennes personnalités viennent assister aux funérailles (Nina Webster, Dina Mergeron, Liz Foster). Le testament est ouvert et confirme que Katherine était multi-milliardaire.
- Un ami de Marge retrouve Katherine inconsciente. Il l'amène chez lui, la prenant pour Marge. À son réveil, Katherine est amnésique. Elle pense qu'elle est Marge Cotrooke et apprend à vivre comme elle grâce à Patrick Murphy. Elle devient serveuse dans le bar où travaillait Marge. En décembre 2008, Katherine a retrouvé assez de mémoire pour comprendre qu'elle n'est pas Marge mais bel et bien Katherine Chancellor. Elle convainc alors Patrick de l'amener au Domaine Chancellor. Mais arrivée là bas, Jill la prend pour Marge, qui s'était déjà emparée de la vie de Katherine il y a des années. Elle est alors envoyée en prison. Deux tests ADN sont effectués pour prouver si Katherine et Jill sont mère et fille mais aucun des deux ne sont valides. Tout Genoa repousse alors Katherine qui quitte la ville pour s'installer avec Patrick. Seule Ambre tente de faire comprendre à tout le monde que c'est Katherine. Le 26 mars 2009, Patrick demande Katherine en mariage. Elle accepte.
- Paul Williams et Nikki sa meilleure amie la croient, qu'importe les tests ADN ! Victor vend ses parts de Jabot à Jill contre l'exhumation du cadavre de celle que tout le monde pense être Katherine. Un troisième test ADN est effectué mais ni Katherine ni le cadavre n'ont le même ADN que Jill. La possibilité que Katherine et Jill ne soient pas mère et fille est renforcée. Brock Reynolds revient en ville pour passer un test ADN avec celle qui dit être Katherine Chancellor. Lors de cet ultime test, il est prouvé que Brock est le fils de Katherine et donc que Jill n'est pas sa fille. Brock évoque la possibilité que Katherine soit atteinte de la maladie de Lyme, ce qui expliquerait ses troubles de la mémoires, récemment disparus du fait de l'absorption d'antibiotiques prescrits par les médecins à la suite de l'explosion d'une bombe chez Clint Radison. La théorie de Brock s'avère être juste. La guerre Jill - Katherine est à nouveau déclarée et commence par une mémorable bataille de gâteau lors du mariage de William avec Chloe Mitchell (Kate Tina Valentine la fille d'Esther).
- Quelques semaines plus tard, Katherine et Patrick se marient. Nina Webster, l'ancienne femme de Phillip Chancellor III, revient en ville. Et elle fait des recherches sur Cane, ne croyant pas à cette histoire de bébé échangé et pensant que c'est la mémoire défaillante de Katherine qui lui avait fait penser ça. Nina demande une exhumation du corps de Phillip pour faire un test ADN avec Jill mais, à l'ouverture du cercueil, pas de corps. Simplement des sacs de sable. Lorsque Cane veut s'expliquer avec toute la famille, Phillip Chancellor III arrive et explique que Cane n'a rien à avoir dans cette histoire. Phillip avait décidé de se faire passer pour mort il y a des années pour vivre pleinement son homosexualité. Mais en 2006, ayant des regrets, il a envoyé Cane Ashby (un orphelin qui n'a jamais eu de famille) le remplacer à Genoa. Ils ont monté toute cette histoire et trafiqué les tests ADN pour faire oublier à Jill le chagrin de sa mort. Phillip reste à Genoa et est bientôt rejoint par Chance Chancellor, son fils qui vient d'apprendre que son père n'est pas mort.
- Finalement, cette nouvelle guerre entre Jill et Katherine n'aura pas duré longtemps. Le 4 novembre 2009, elles font la paix. Katherine décide alors d'introduire les Industries Chancellor en bourse et de vendre 25 % du capital, une partie des bénéfices reviendront à Neil et à Jill. Jill cherche alors secrètement avec Paul Williams la véritable fille de Katherine. Celle-ci deviendra le révérend Katherine Chancellor le vendredi 13 novembre 2009, quand elle marie son amie Ambre à Daniel Romalotti.

### L'arrivée de Tucker McCall, le fils caché de Katherine
Tucker McCall arrive le 2 décembre 2009 (épisode diffusé en France le 18 juin 2013 sur TF1).
On sait déjà depuis plusieurs mois que Jill n’est finalement pas la fille de Katherine. Mais alors où est passé l’enfant de Katherine né le 29 septembre 1957 ? Tucker est né le 29 septembre 1957. Tucker se révélera être le vrai fils de Katherine Chancellor et d’Arthur Hendricks.

### Changement d'actrice...
L’actrice Jeanne Cooper a quitté temporairement le feuilleton pour raisons de santé en 2011. L’actrice Michael Learned la remplace du 10 novembre au 22 décembre 2011 (ces épisodes seront diffusés en France en mars et avril 2015 sur TF1). 

### La mort du personnage de Katherine Chancellor
Après la mort de l'actrice Jeanne Cooper, les scénaristes se sont adaptés et ont décidé de faire mourir le personnage de Katherine Chancellor dans le feuilleton. 4 mois après la mort de Jeanne COOPER, on apprend donc que Katherine est morte dans son sommeil, pendant ses vacances, l'annonce est faite par Murphy lors de l'épisode du 19 août 2013. Les funérailles de Katherine Chancellor à Genoa City sont donc organisées (épisodes diffusés les 3 et 4 septembre 2013 aux États-Unis.